# Cebalrai
Cebalrai (Beta del Serpentari / β Ophiuchi) és un estel a la constel·lació del Serpentari, el portador de la serp, de magnitud aparent +2,75. Com a curiositat cal assenyalar que serveix per indicar la posició de la constel·lació de Taurus Poniatovii, avui desapareguda, situada a l'est d'aquest estel.

## Nom
El terme Cebalrai prové de l'àrab كلب الراعي (kalb al-rā‘ī), «el gos del pastor». També rep els noms de Cheleb, Kelb Alrai, o simplement Alrai.
Al costat de γ Ophiuchi, en l'astronomia xinesa era coneguda com a Tsung Ching.

## Característiques
Distant 82 anys llum del sistema solar, Cebalrai és un gegant taronja del tipus d'Arcturus (α Bootis), encara que més petit i menys brillant que aquest. De tipus espectral K2III i 4600 K de temperatura efectiva, té un radi 12,5 vegades més gran que el radi solar i és 64 vegades més lluminós que el Sol. Aquests paràmetres permeten estimar la seva massa —aproximadament el doble de la massa solar— i probablement ara fusiona heli en carboni en el seu nucli intern. Presenta un contingut metàl·lic comparable al solar i té una edat aproximada de 3820 milions d'anys.
Cebalrai mostra una lleugera variabilitat en la seva lluentor —la seva magnitud absoluta varia entre +0,75 i +0,77— que sembla que està relacionada més amb canvis en la grandària de l'estel que amb variacions en la pròpia lluminositat. Mesures espectrocòpiques mostren que l'estel oscil·la amb períodes de 0,26, 13,1 i 142 dies; el període més llarg es deu a taques fosques en la seva superfície que entren i surten del camp de visió, en concordança amb la velocitat de rotació observada de 2 km/s. En canvi, el període de 13,1 dies sembla deure's a subtils pulsacions l'origen de les quals no és del tot conegut.